# Nangó
Nangó (japonsky 南郷駅, Nangó-eki) je železniční stanice společnosti JR Kjúšú na trati Ničinan. Zastavují zde osobní i spěšné vlaky.